# 발트슈타인궁

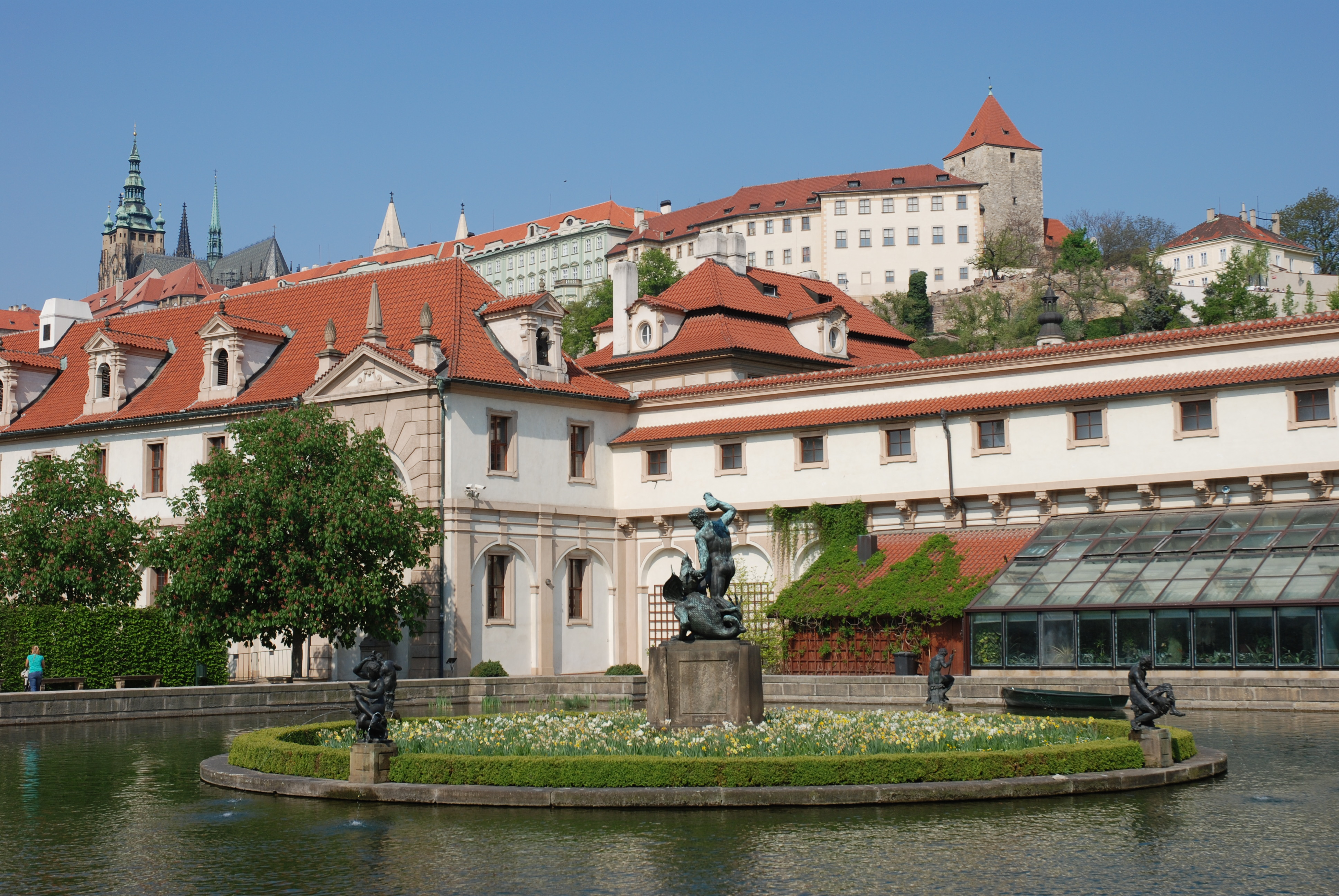
발트슈타인궁

발트슈타인궁(체코어: Valdštejnský palác)은 체코 프라하 말라스트라나에 있는 바로크 양식의 궁전이다. 알브레히트 폰 발렌슈타인의 거주지로 사용되었으며, 현재는 체코 상원으로 사용되고 있다.